# Каршевитское сельское поселение
Каршеви́тское се́льское поселе́ние — муниципальное образование в составе Ленинского района Волгоградской области.
Административный центр — село Каршевитое.

## История
Каршевитское сельское поселение образовано 14 февраля 2005 года в соответствии с Законом Волгоградской области № 1004-ОД.

## Население
| 2010 | 2012 | 2013 | 2014 | 2015 | 2016 | 2017 |
| ---- | ---- | ---- | ---- | ---- | ---- | ---- |
| 474  | ↗507 | ↗524 | ↗546 | ↘535 | ↘515 | ↘492 |
| 2018 | 2019 | 2020 | 2021 |      |      |      |
| ↘477 | ↘476 | ↘466 | ↘456 |      |      |      |

## Состав сельского поселения
| № | Населённый пункт | Тип населённого пункта       | Население |
| - | ---------------- | ---------------------------- | --------- |
| 1 | Глухой           | хутор                        | 17        |
| 2 | Зубаревка        | хутор                        | 54        |
| 3 | Каршевитое       | село, административный центр | 397       |
| 4 | Лесхоз 5-й       | посёлок                      | 6         |